# Ростислав (лінкор)
45°25′01″ пн. ш. 36°37′43″ сх. д. / 45.41694444° пн. ш. 36.62861111° сх. д.
Ескадрений панцерник «Ростислав» — панцерний корабель, пізніше лінкор Чорноморського флоту.
За часів національно-визвольних змагань 1917—1919 років входив до складу Українських військово-морських сил.

## Історія лінкора
«Ростислав» був сьомим з восьми ескадрених панцерників, що будувались згідно з 20-річною програмою «створення Чорноморського флоту». Порівняно з першими трьома однотипними кораблями («Катерина II», «Синоп», «Чесма») й нетиповими панцерниками «Дванадцять Апостолів» та «Три Святителі», що було збудовано у 1886—1892 роках, «Ростислав» став кораблем окремого конструктивного типу, що суттєво відрізнявся від попередників.
Цей панцерник розробляли, як тип малого корабля, що маючи потужну артилерію та добру морехідність, міг діяти у прибережних районах Чорного моря. Проєкт розробив головний корабельний інженер Миколаївського військового порту С. Ратник. Допрацював новий головний інженер Миколаївського порту — А. Торопов.
7 травня 1894 року занесений до реєстру кораблів Чорноморського флоту.
6 травня 1895 року закладений на верфі Миколаївського адміралтейства.
Спущений на воду 20 серпня 1896 року.
Протягом 1896—1898 років проходила добудова та випробування панцерника.
Першим командиром корабля став капітан 1 рангу А. Спицький. Став до ладу у 1899 році. Проте випробування та доводка артилерії відбувалась до квітня 1900 року.
Влітку 1901 року фізик О. Попов приїхав до Севастополя, де керував встановленням радіостанцій на кораблях Чорноморського флоту, особисто брав участь у виборі місць їх монтажу та настроюванні. Першими кораблями, які одержали постійні радіостанції, що діяли на відстані до 150 кілометрів, були броненосці «Георгій Побідоносець», «Ростислав», «Дванадцять Апостолів», «Екатерина Вторая» і мінний крейсер «Капітан Сакен». Для всебічного вивчення радіозв'язку станції були встановлені також на навчальному судні «Прут», міноносцях № 268 і № 263 і кораблях Російського пароплавного товариства «Новороссийск» та «Олег».
Команда панцерника брала участь у революційних подіях 1905 року. Тоді, готовими до повстання також вважалися екіпажі кораблів «Екатерина II», «Синоп», «Георгій Побідоносец» та «Прут». На великій матроській сходці, яка відбулася за Малаховим курганом 10 червня 1905 року, було ухвалено розпочати повстання, коли ескадра вийде на навчання у Тендрівську затоку. Сигналом для повстання повинен був стати постріл з броненосця «Ростислав», коли усі офіцери зберуться у кают-компанії на обід.
Проте повстання на панцернику «Потьомкін», що відбулося раніше запланованого, завадило здійсненню цих задумів. І вже 17 червня для перехоплення бунтівного «Потьомкіна» вийшла об'єднана ескадра Чорноморського флоту під прапором віце-адмірала А. Кригера. До складу ескадри входило дванадцять кораблів: броненосці «Ростислав», «Синоп», «Три Святителя», «Дванадцять апостолів», «Георгій Побідоносець», мінний крейсер «Казарський», контрміноносці «Строгий», «Свирепий» і чотири міноносці.
Зустрівшись з «Потьомкіним» команди кораблів вітали посталих криками «ура», а панцерник «Георгій Побідоносець» приєднався до повстання. Налякане таким розвитком подій, командування флоту поспішило відвести інші кораблі до Севастополя.
10 жовтня 1907 року «Ростислав» було перекласифіковано у лінійний корабель.
11 серпня 1911 року, разом з лінійними кораблями «Св. Пантелеймон», «Іван Златоуст» та «Св. Євстафій» утворив бригаду лінкорів Чорного моря.
Брав участь у військових діях під час Першої Світової війни. Зокрема — в обстрілах та блокаді турецького узбережжя, прикривав мінно-загороджувальні постановки. Брав участь в Ерзерумській операції (10 січня — 16 лютого 1916 року), Трапезундській наступальній операції (5 лютого — 18 квітня 1916 року), обороні Констанци у жовтні 1916 року.
Лютнева революція 1917 року значно актуалізувала національно-визвольний рух українців на Чорноморському флоті. Провідником українського руху на півдні стала рада Української чорноморської громади. У квітні 1917 року майже на всіх кораблях Чорноморського флоту вже існували українські корабельні ради.
Найвпливовіші організації діяли на лінкорах «Іван Златоуст», «Св. Євстафій», «Ростислав», крейсерів — «Пам'ять Меркурія», «Кагул», «Прут», мінної бригади, ескадреного міноносця «Завидний», Севастопольського флотського півекіпажу.
Протягом 1917 року моряки-чорноморці активно виступали на підтримку УНР та звертались до Центральної Ради з вимогою рішучих дій по українізації Чорноморського флоту та створенню Українських військово-морських сил.
12 жовтня 1917 року на відзначення українізації трьох кораблів Балтійського флоту: крейсера «Светлана» та ескадрених міноносців «Україна» та «Гайдамак» на всіх кораблях та установах Чорноморського Флоту, в тому числі й на лінкорі «Ростислав», на один день було піднято національні українські прапори та стеньгові сигнали «Хай живе вільна Україна».
Після жовтневого перевороту в Росії, в Криму та Севастополі посилились більшовицькі агітації та провокації. Проте більшість моряків-чорноморців були тверді у своїх переконаннях та виступали на підтримку української влади.
14 січня 1918 року Центральна Рада ухвалила «Тимчасовий Закон про український державний флот», відповідно до якого: «Російський Чорноморський флот… проголошується флотом Української Народної Республіки…» та «Українська Народна Республіка переймає на себе всі зобов'язання російського уряду щодо Чорноморського флоту й щодо утримання флоту й портів».
Проте, на початку 1918 року більшовики ненадовго окупували Крим. Вони влаштували у Севастополі червоний терор. Лише, у лютому 1918 у місті було вбито близько 800 офіцерів Чорноморського флоту. Але Брестський мир змусив більшовиків забратися з України.
У лютому-березні 1918 року корабель ходив в районі Одеси. У середині березня він повернувся до Севастополя.
15 квітня 1918 року на лінкорі «Ростислав» було піднято український прапор. Корабель увійшов до складу Військово-морських сил УНР.
22 квітня 1918 року в.о. командувача Чорноморського Флоту контрадмірал Михайло Саблін наказом по флоту оголосив, що «всі судна, портове майно, які знаходяться у портах Криму, є власністю Української Народної Республіки. А тому наказую скрізь, де треба, підняти українські прапори».
Однак, 30 квітня, через провокацію більшовиків, частина кораблів Чорноморського флоту вийшла до Новоросійська. Більшість кораблів, в тому числі й «Ростислав», залишились у Севастополі під українськими прапорами. Проте, німці розцінили вихід кораблів до Новоросійська, як порушення Берестейського мирного договору та оголосили екіпажі кораблів тимчасово полоненими.
3 травня 1918 року корабель було захоплено німецькою залогою.
Одночасно, після проголошення Гетьманату, досить суттєво активізувалась робота зі створення Військово-морського флоту Української Держави. Протягом всього 1918 року уряд Гетьмана Скоропадського приділяв багато уваги побудові міцного боєздатного військового флоту.
У другій половині серпня 1918 року до Берліна виїхав контрадмірал Юрій Свірський. Повноваження якого передбачали: ведення переговорів щодо передачі кораблів Чорноморського флоту, як військових, так і торгівельних, уряду Української держави. Після довгих переговорів Німеччина дала згоду на формування Україною власного повноцінного флоту. Основу його становили 35 нових кораблів.
Павлу Скоропадському вдалося досягти згоди на передачу Німеччиною Українській Державі дредноута-лінкора «Воля», крейсера «Кагул», 11 міноносців, кількох підводних човнів, 7 лінійних кораблів: «Св. Пантелеймон», «Св. Євстафій», «Іван Златоустий», «Ростислав», «Три Святителя», «Синоп», «Юрій Побідоносец» та інших воєнних суден, ряду транспортів та допоміжних суден, а також транспорту-майстерні «Кронштадт».
У жовтні 1918 року всі кораблі колишнього імператорського флоту було передано до військово-морських сил України.
Проте наприкінці 1918 року, після антигетьманського перевороту у Києві та окупації півдня України військами Антанти, лінкор було захоплено англо-французькими «союзниками».
25 квітня 1919 року, під час відступу, за наказом англійського командування виведений з ладу.
29 квітня 1919 року, під час окупації більшовиками Криму, був захоплений частинами Українського фронту та увійшов до складу Червоного флоту УСРР. Але вже 24 червня був відвойований підрозділами Добровольчої армії.
Частково полагоджений, 18 листопада 1919 року, як блокшив групи тралення увійшов до складу морських сил «Півдня Росії».
В середині 1920 року був відбуксований катером «Чорномор» у район Керченської протоки. У листопаді, під час евакуації армії Врангеля з Криму, затоплений у районі мису Єні-Кале.
1930 року працівниками ЕПРОНу (рос. Экспедиция подводных работ особого назначения) було виконано частковий підйом механізмів й озброєння з корабля.